# Johann Gottfried Borlach

Johann Gottfried Borlach

Johann Gottfried Borlach (* 24. Mai 1687 in Dresden; † 4. Juli 1768 in Kösen) war ein deutscher Geologe, kurfürstlich-sächsischer Bergrat und Gründer der Arterner, der Kösener und der Dürrenberger Saline.

## Leben

### Beruflicher Werdegang
Neben seiner Lehre als Tischler befasste sich Borlach mit Chemie, Mathematik, Mechanik, Maschinenbau, Malen und Zeichnen.
Auf Vermittlung des Grafen von Watzdorf erhielt Borlach 1718 den Auftrag vom Dresdner Hof, in Polen den reformbedürftigen Steinsalzbergbau neu zu organisieren – mit dem Erfolg, dass bald das Salzbergwerk Wieliczka (Groß Salze) und das in Bochnia (Salzberg) mit einem Überschuss von 350.000 Reichstalern genutzt werden konnten.
1727 stellte Borlach seine Borlachsche Regel auf: Wo Salzquellen sind, spürt man solches Gebirge, und die Salzquellen kommen aus demselben hervor. Sole ist ein Wasser, welches durch ein Salzgebirge gegangen ist, sich in selben gesalzen hat und mit dem Salze hervorkommt.
Diese wandte er 1728 erstmals in Artern an bei der Gewinnung von Salz durch Verkochen in Siedepfannen. 1733 ließ er dort seine ersten Gradierwerke errichten. Aufgrund seiner Verdienste verlieh ihm der sächsische Kurfürst 1740 den Titel „Bergrat“.
Von 1737 an wirkte er in Kösen (heute Bad Kösen) und baute dort ebenfalls eine Saline auf. Das Radhaus, das Kunstgestänge, der Soleschacht sowie das 320 m lange Gradierwerk sind noch erhalten und werden heute durch die Kureinrichtungen im Ort genutzt.

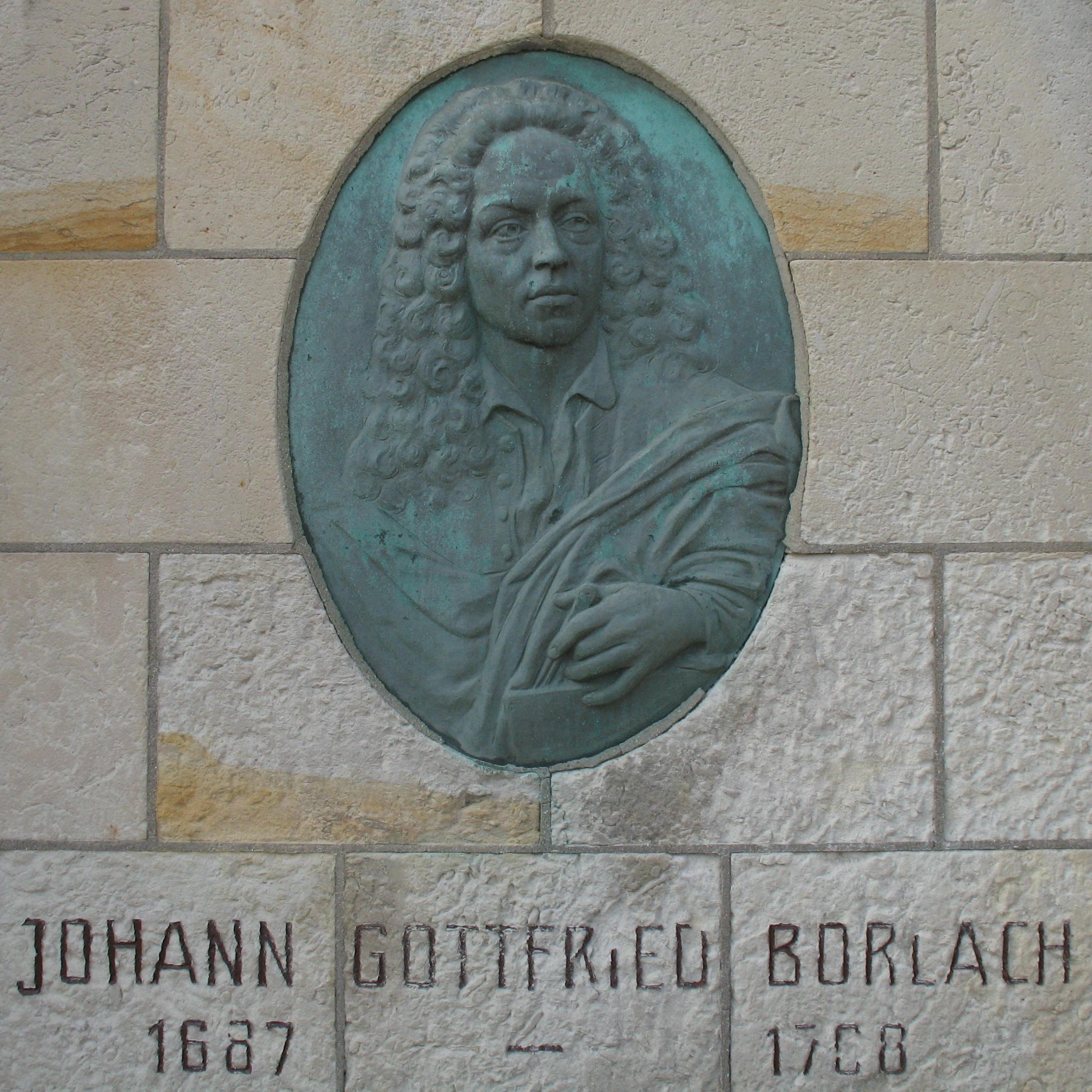
Gedenkplakette am Borlachturm in Bad Dürrenberg

Am 25. Juni 1741 begann Borlach mit den geologischen Untersuchungen in und um Dürrenberg. Am 3. Mai 1744 wurde mit der Schachtabteufung begonnen. Nach 19-jähriger Arbeit und zahlreichen Rückschlägen stießen am 15. September 1763 die Bergleute in 223 Meter Tiefe auf die gesuchte Sole – Borlach war zum Zeitpunkt dieses Triumphs bereits 76 Jahre alt. Sofort begann er mit dem Bau des Schachtturmes, dem heutigen Wahrzeichen von Bad Dürrenberg, dem Borlachturm. Gleichzeitig wurde mit dem Bau der Gradierwerke begonnen, und am 10. März 1765 war das erste Siedehaus fertig, so dass am 16. März die ersten 100 Zentner (5000 kg) Siedesalz hergestellt werden konnten.

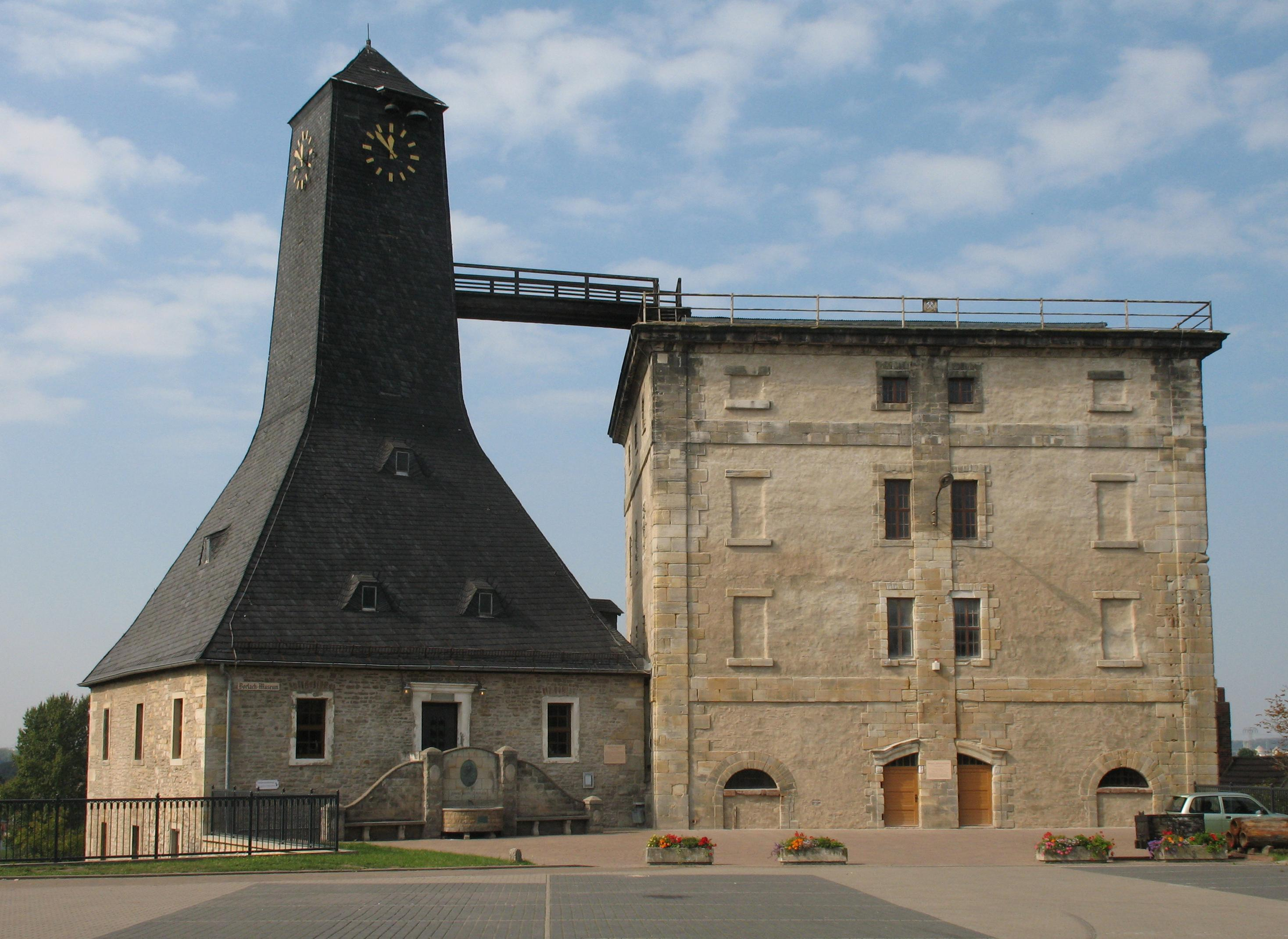
Borlachturm (und Witzlebenturm) in Bad Dürrenberg

Mit dem Hauptwerk Borlachs, der Dürrenberger Saline, rückte er das vormals unbekannte Dürrenberg in die Aufmerksamkeit der Welt, und noch heute zeugen die Gradieranlagen und der Borlachturm von seiner gigantischen Leistung. Borlach, der auch die königlichen polnischen Steinsalzbergwerke in Wieliczka (Groß Salze) und Bochnia (Salzberg) leitete (im Warschauer Bauamt wird er auch als Architekt geführt), sein ganzes Leben und Wirken dem Salinenwesen und Bergbau verschrieb, starb im Alter von 81 Jahren am 4. Juli 1768 in Kösen. "Vater Borlach" – wie er auch genannt wurde – wurde auf dem Friedhof der 1543 begründeten Fürstlichen Landesschule Pforta beerdigt.

### Familie
Der Vater von Johann Gottfried Borlach war der Tischler und Hofmechanikus Johann Hermann Borlach, seine Mutter Beate Borlach, geb. Streckenbach.
Johann Hermann Borlach (1695–1777) war sein Bruder, der ihm beruflich folgte: 1737 zum Salzinspektor ernannt, leitete Johann Hermann während der beruflich bedingten Abwesenheit von Johann Gottfried die Salinen in Artern und Kösen und wurde nach dessen Tod der Nachfolger. Beide Brüder prägten gleichermaßen den Aufschwung der kursächsischen Salinen Artern, Kösen und Dürrenberg.
Beide Brüder waren zeitlebens unverheiratet und kinderlos.

## Werke
- Kurze Gedanken, was ein Perpetuum Mobile seyn solle?, s.n., Leipzig 1715
- Gründlicher Gegenbericht, von dem Perpetuum oder per se Mobili, daß dergleichen in rerum natura keines gebe oder geben könne, s.n., Leipzig 1716 (Digitalisat)